# Tobias Aehlig
Tobias Aehlig (* 1980 in Berlin) ist ein deutscher Organist.

## Leben
Aehlig studierte Kirchenmusik und erlangte ein A-Examen sowie 2010 ein Konzertexamen Orgel „mit Auszeichnung“ und Konzertexamen Orgelimprovisation an der Universität der Künste Berlin. Er war von 2004 bis 2008 als Organist und Chorleiter in St. Clara in Berlin tätig und zusätzlich ab 2006 als Leiter des Kammerorchesters des Kirchenkreises Schöneberg.
Von 2008 bis 2013 war Aehlig als Dekanatskirchenmusiker des Erzbistums Paderborn an St. Aloysius in Iserlohn beheimatet. Seit 2013 ist er Domorganist am Paderborner Dom sowie der künstlerische Leiter der Internationalen Orgelkonzerte im Hohen Dom in Paderborn.
Im Jahr 2010 brachte Aehlig in 14 Konzerten das gesamte Orgelwerk Johann Sebastian Bachs zur Aufführung. Neben diversen Konzerten mit verschiedenen Ensembles wirkt er an Rundfunk- und Fernsehaufnahmen mit. 2011 gewann er den Ersten Preis und den Publikumspreis beim Internationalen Wettbewerb für Orgelimprovisation in Schwäbisch Gmünd.